# ALi
ALi (egentlig Cho Yong-Jin (koreansk: 조용진), kendt som Ali - ofte skrevet ALi), er en sydkoreansk singer-songwriter berømt for hendes arbejde inden for koreanske pop musik i begyndelsen af det 21. århundrede. Hendes kunstnernavn er et motiv fra Muhammad Ali, da det let opfattes af masserne. Efter sin debut i 2009, er hun primært kendt for sine stærke vokal og hendes tid som en deltager på KBS-programmet Immortal Songs 2.

## Karriere
Siden sin debut i 2009, opnåede hun hurtigt berømmelse for sine optrædener på musik shows, især Immortal Songs 2 på KBS2. Hun arbejdede også som professor i anvendt musikalske kunst på Seoul Tekniske Kunst College.
ALi udgav sit første album SOULri i december 2011, netop to år efter hendes officielle debut. Et udgivet track, "Na Young", vandt øjeblikkelig kontrovers idet dens tekster refereres et tilfælde af seksuelle overgreb, der havde været en meget offentlig sag i Sydkorea, med mange modstandere kritiserer sangen for at være ufølsom over for sit emne. ALi senere skulle løse denne kontrovers ved at afsløre, at hun selv havde oplevet seksuelle overgreb.
Efter udgivelsen af hendes album, hun holdt sin første uafhængige koncert.
Hun var også en sanger på flere Leessang sange, herunder "Ballerino" og "jeg er ikke Laughing".

## Uddannelse
- Dankook University, Bachelor of Music and Life
- Sang Myung University Graduate School of Culture and Arts Department of Music Technology

## Discografi

### Studio Albums
| Title                                           | Album details                                                                             | Track listing |
| ----------------------------------------------- | ----------------------------------------------------------------------------------------- | --- |
| Soul-Ri: A Village With Soul (영혼이 있는 마을) | - Udgivet: December 13, 2011 - Label: Yedang Entertainment - Format: CD, Digital download | Track listing 1. Round and Round (핑핑글) 2. The First Greeting (첫 인사) 3. Don't Act Countrified (촌스럽게 굴지마)(feat. Junhyung of B2ST) 4. Crazy Night 5. 365 Days 6. I'll Be Damned (뭐 이런게 다있어) 7. Vampire (뱀파이어) 8. Na Young (나영이) 9. Because of You (너로 인해) 10. Oasis (오아시스) 11. Rage (울컥)                                                                                              |
| ALi 'Immortal Classic' (Remake)                 | - Udgivet: January 27, 2012 - Label: Yedang Entertainment - Format: CD, Digital download  | Track listing 1. NaNaNa (나나나) 2. The Leopard of Kilimanjaro ( 킬리만자로의 표범) 3. I've Lived Without Knowing The World Out There (세상 모르고 살았노라) 4. Alley (골목길) 5. Hateful Person (얄미운 사람) 6. Early Morning Rain (새벽비) 7. Where the Wind Blows (바람이 불어오는 곳) 8. My Heart Have Nowhere To Go (내 마음 갈 곳을 잃어) 9. Too Far To Be Close (가까이 하기엔 너무 먼 당신) 10. Goodbye (안녕) |

### Extended Plays
| Title                   | Album details                                                                            | Track listing |
| ----------------------- | ---------------------------------------------------------------------------------------- | --- |
| After The Love Has Gone | - Released: October 8, 2009 - Label: Trophy Entertainment - Format: CD, Digital download | Track listing 1. 365 Days (365일) 2. Crazy Night 3. Vampire (뱀파이어) 4. Rage (울컥) 5. The First Greeting (첫인사) 6. 365 Days (Inst.) 7. Crazy Night (Inst.) 8. Vampire (Inst.) |
| Eraser (지우개)         | - Udgivet: January 30, 2013 - Label: Yedang Entertainment - Format: CD, Digital download | Track listing 1. Eraser (지우개) 2. The Tears Gone (눈물이 흘러 버렸어)(feat Kang Jun of C-Clown) 3. Don't Say Another Word (말 돌리지 마) 4. Selfish (이기적이야) 5. Eraser (Inst.) 6. The Tears Gone (Inst.)                                                                               |
| Turning Point           | - Udgivet: November 12, 2014 - Label: Juice Entertainment - Format: CD, Digital download | Track listing 1. Pung Pung (펑펑) 2. Song Can't Lie (노래는 거짓말을 못해요) 3. Missing You 4. Drunken Phone Call (취중전화) 5. I'm With Geudaeyeo (그대여 함께해요) 6. Pung Pung (펑펑) (Inst.) 7. Song Can't Lie (Inst.) 8. Missing You (Inst.) [Bonus Track] 9. What Is LUV [Bonus Track] |
| White Hole              | - Udgivet: October 15, 2015 - Label: Sony Music - Format: CD, Digital download           | Track listing 1. Different Love, Forgotten Love (사랑이 다른 사랑으로 잊혀지네) 2. I, Me (내가, 나에게) 3. Shining Is Blue (with Yoo Jun-sang) 4. Feel Good 5. To Ma Dear 6. I, Me (내가, 나에게) (Inst.) 7. To Ma Dear (Inst.)                                                              |

### Singler
- [08.10.2009] 365 Days (365일)
- [24.05.2010] Hey Mr. (Hey 미스터)
- [13.04.2011] I Tried Everything (별 짓 다해봤는데)
- [24.09.2011] Rice Bowl (밥그릇)
- [29.11.2011] I'll Be Damned (뭐 이런게 다 있어)
- [14.10.2011] If I Confess, You'll be Surprised (내가 고백을 하면 깜짝 놀랄거야)
- [13.12.2011] Don't Act Countrified (촌스럽게 굴지마)(Feat. Jun Hyung of Beast)
- [11.01.2013] Selfish (이기적이야)
- [30.01.2013] Eraser/Ziugae (지우개)
- [26.02.2013] Rainy Gomoryeong (비 내리는 고모령) (feat.Double K & Yankie)
- [19.03.2014] Because Of Me (나 때문에)
- [14.04.2014] Tears Keep Falling (자꾸 눈물이 납니다)
- [05.06.2014] What Is LUV (feat LOCO)
- [15.07.2014] Let Me Say First (여자가 먼저)
- [30.10.2014] Song Can't Lies (노래는 거짓말을 못해요)
- [12.11.2014] PUNG PUNG (펑펑)
- [13.01.2015] Goodbye Mr. Kim (잘가요 Mr.Kim) (With LE of EXID)
- [24.09.2015] Shining Is Blue With Yu Junsang (J n joy 20)

### Soundtracks
- [05.01.2009] Rage (울컥) - Terroir OST
- [15.12.2009] A Dream Come True (돌멩이의 꿈)(feat RP-T) - Telecinema Project / A Dream Comes True OST
- [06.04.2009] Come On, Antique! & Cake Paradise (with Kim C) - Antique OST
- [22.03.2012] Hurt - Rooftop Prince OST
- [21.08.2012] Carry On - Faith OST
- [30.07.2013] In My Dream - Empire Of Gold OST
- [14.02.2014] The Vow (서약) - Golden Rainbow OST
- [08.07.2014] Flower Through The Rock (돌 틈 꽃) - The Gunman In Joseon OST
- [25.03.2015] I Love You, I’m Sorry (사랑한다 미안해) - Angry Mom OST
- [23.05.2015] The Two Of Us (우리 둘) - The Producers OST

### Features and Collaborations
| Year | Artist                                   | Song Title                                             | Album |
| ---- | ---------------------------------------- | ------------------------------------------------------ | --- |
| 2005 | Leessang ft ALi                          | I'm Not Laughing (내가 웃는게 아니야)                  | Library of Soul (3rd Album) [13.10.2005]                                                                             |
| 2005 | Leessang ft ALi                          | Never Never Say Goodbye                                | Library of Soul (3rd Album) [13.10.2005]                                                                             |
| 2006 | TBNY ft ALi                              | White Snow Again (흰눈이 다시)                         | Masquerade [06.04.2006]                                                                                              |
| 2007 | L.E.O (Leo Kekoa) ft ALi                 | Rhythm Of Life                                         | Ill Skill (1st Album) [13.02.2007]                                                                                   |
| 2007 | Beige ft ALi                             | Secret (비밀)                                          | Vol. 1 – Something Like Beige [11.04.2007] Let’s Singing (Repackaged) [13.07.2007]                                   |
| 2007 | Leessang ft ALi                          | In The Rain (빗속에서)                                 | VA - 옛사랑 2 (The Story Of Musicians) [17.04.2007]                                                                  |
| 2007 | Leessang ft ALi                          | Ballerino (발레리노)                                   | Black Sun (4th Album) [17.05.2007]                                                                                   |
| 2007 | Leessang ft ALi                          | Like a Movie (영화처럼)                                | Black Sun (4th Album) [17.05.2007]                                                                                   |
| 2007 | Leessang ft ALi                          | If I Have To Live (살아야 한다면)                      | Black Sun (4th Album) [17.05.2007]                                                                                   |
| 2007 | Leessang ft ALi                          | I'm Not Laughing (내가 웃는게 아니야) (Remix)          | Black Sun (4th Album) [17.05.2007]                                                                                   |
| 2007 | Leessang ft RADO, ALi                    | Dead Phone                                             | Black Sun (4th Album) [17.05.2007]                                                                                   |
| 2008 | P-Type ft ALi                            | Music City                                             | The Vintage (2nd Album) [27.11.2008]                                                                                 |
| 2009 | L.E.O (Leo Kekoa) ft ALi                 | A.N.G.E.L                                              | Black Belt / 검은띠 (2nd Album) [12.02.2009]                                                                         |
| 2009 | Smokie J ft. Swings, ALi                 | Heartbreaker (Bounce)                                  | Smokie J Present The Konextion2 [18.06.2009]                                                                         |
| 2009 | 흘러 ft. ALi, RADO                       | Perhaps Stars (아마도 별)                              | Big Brotha – Rapper Big Mack Tribute Album [28.09.2009]                                                              |
| 2010 | Bobby Kim ft ALi, Kwon Jung Yeol (10 cm) | Empty                                                  | Heart & Soul (3rd Album) [23.04.2010]                                                                                |
| 2010 | Double K ft ALi                          | Seoul                                                  | Vol.2 - Ink Music [06.05.2010]                                                                                       |
| 2010 | Double K ft ALi                          | Black Tears (검은 눈물)                                | Vol.2 - Ink Music [06.05.2010]                                                                                       |
| 2010 | Park Seung Hwa (박승화) ft ALi           | Even If You Spew It Up (너를 토하고 토해내도)          | 너를 토하고 토해내도 (Single) [29.07.2010]                                                                           |
| 2010 | Navi, 탐탐 (Tom Tom) & ALi               | The Unwritten Legend (전설속의 누군가처럼)             | 20th Anniversary Shin Seung Hun (Best Collection & Tribute Album) [01.11.2010]                                       |
| 2012 | POETREE ft ALi                           | Overnight (하루아침에)                                 | 사랑해, 희망없이 (Loving You, Without Hope) [25.01.2012]                                                             |
| 2012 | Kim Jang Hoon ft ALi                     | Spring Rain (봄비)                                     | Spring Rain (봄비) (Single) [22.03.2012]                                                                             |
| 2013 | P-Type ft. ALi & MC Meta                 | Die Hard (다이하드)                                    | Die Hard (다이하드) (Digital Single) [22.03.2014]                                                                    |
| 2013 | C-Clown ft ALi                           | It Was Like That Then / Do You Remember? (녹음실 영상) | Do You Remember? (녹음실 영상) (Digital Single) [02.04.2013] C-Clown - 'Shaking Heart' (3rd Mini Album) [18.04.2013] |
| 2013 | Kim Jin Pyo (김진표) ft ALi              | Missing (실종)                                         | JP7 (7th Album) [10.10.2013]                                                                                         |
| 2013 | ALi & Im Jae Bum                         | I Love You (아이러브유)                                | I Love You (아이러브유) (Digital Single) [23.12.2013]                                                                |
| 2014 | Jo Kwan Woo & ALi                        | Step (한걸음)                                          | Friday Night (9th Album) [21.11.2014]                                                                                |
| 2014 | Wheesung & ALi                           | As If Nothing Happened (아무일 없었다는 듯)            | Wheesung Duet Project No. 3 (Digital Single) [29.12.2014]                                                            |
| 2015 | ChunLee & ALi                            | Say Say Say                                            | 츈리 특선 'Say Say Say' (Digital Single) [30.10.2015]                                                                |
| 2015 | ABC (feat ALi)                           | I'll Write You A Letter (편지할게요)                   | 편지할게요 (Digital Single) [13.11.2015]                                                                             |

## Filmography

### TV show
| Year | Title                     | Network | Noter         |
| ---- | ------------------------- | ------- | ------------- |
| 2011 | Immortal Songs 2          | KBS2    | Deltager      |
| 2012 | Immortal Songs 2          | KBS2    | Deltager      |
| 2013 | Immortal Songs 2          | KBS2    | Deltager      |
| 2013 | You Hee-Yeol's Sketchbook | KBS2    | Gæst - Ep 176 |
| 2013 | Hello Counselor           | KBS2    | Gæst - Ep 155 |
| 2014 | Immortal Songs 2          | KBS2    | Deltager      |
| 2014 | Mnet 100 Second War       | Mnet    | Deltager      |
| 2015 | You Hee-yeol's Sketchbook | KBS2    | Gæst - Ep 253 |
| 2015 | Immortal Songs 2          | KBS2    | Deltager      |

## Hæderspriser
- 2009 : Cyworld Digital Music Awards - Årets nye kvindelige sanger
- 2012 : Hong Kong Asian-Pop Music Festival - Bedste sanger[6] & 2nd Asian Super Nova[7]